# Panc Beentjes
Pancratius Cornelis (Panc) Beentjes (Heemskerk, 4 juni 1946) is emeritus hoogleraar in de exegese van het Oude Testament en Hebreeuws. Hij heeft vooral gepubliceerd over de Wijsheid van Jezus Sirach en over I en II Kronieken.

## Levensloop
Van 1976 tot 1991 was Beentjes wetenschappelijk medewerker aan de Katholieke Theologische Universiteit te Utrecht; in 1991 werd hij hoogleraar in de exegese van het Oude Testament aan de Katholieke Theologische Universiteit te Utrecht. Zijn oratie, die hij op 21 mei 1992 hield, had de titel Traditie en Transformatie. Aspecten van binnenbijbelse interpretatie in 2 Kronieken 20. In 2007 werd hij hoogleraar in de exegese van het Oude Testament aan de Faculteit Katholieke Theologie van de Universiteit van Tilburg ( hoofdvestiging in Utrecht). Op 29 januari 2009 hield hij zijn afscheidsrede: Van achter naar voren lezen. Uitdagingen voor Bijbelexegese.
Van 1993 tot 2004 was hij, namens de Katholieke Bijbelstichting, als vicevoorzitter nauw betrokken bij de totstandkoming van de Nieuwe Bijbelvertaling (NBV). Hij is ook vicevoorzitter en medeoprichter van de International Society for the Study of Deuterocanonical and Cognate Literature (ISDCL).

## Publicaties

### Wetenschappelijke boeken
- Jesus Sirach en Tenach. Een onderzoek naar en een classificatie van parallellen met bijzondere aandacht voor hun functie in Sirach 45:6-26. (Proefschrift, Katholieke Theologische Universiteit, Amsterdam), Nieuwegein: privately published 1981.
- The Book of Ben Sira in Hebrew. A Text Edition of All Extant Hebrew Manuscripts, and a Synopsis of All Parallel Hebrew Ben Sira Texts (VTSup 68), Leiden: Brill 1997.
- The Book of Ben Sira in Modern Research. Proceedings of the First International Ben Sira Conference (Soesterberg, 28-31 July 1996) (BZAW 255), Berlin: De Gruyter 1997 (ed. BEENTJES, Pancratius C.).
- Happy the One who Meditates on Wisdom (Sir 14:20). Collected Essays on the Book of Ben Sira (CBET 43), Leuven: Peeters 2006.
- The Book of Ben Sira in Hebrew. A Text Edition of All Extant Hebrew Manuscripts and a Synopsis of All Parallel Hebrew Ben Sira Texts (VTSup 68), Atlanta: SBL 2006 (revised edition).
- Visions of Peace and Tales of War (DCLY 2010), Berlin: De Gruyter 2010 (ed. LIESEN, Jan / BEENTJES, Pancratius C.).
- KEARNS, Conleth J., The Expanded Text of Ecclesiasticus. Its Teaching on the Future Life as a Clue to Its Origin, Enlarged with a Biographical Sketch by Gerard Norton, an Introduction by Maurice Gilbert, Bibliographical Updates by Nuria Calduch-Benages (DCLS 11), Berlin: De Gruyter 2011 (ed. BEENTJES, Pancratius C.).

Tradition and Transformation in the Book of Chronicles (Studia Semitica Neerlandica, vol. 52), Leiden 2008.
- Die Freude war gross in Jerusalem. Eine Einführung in die Chronikbücher (Salzburger Exegetische Theologische Vorträge Nr. 3), Münster 2008.
- The Catholic Church and Modernity in Europe (Tilburg Theological Studies 3), Münster: LIT 2009 (ed. BEENTJES, Pancratius C.).

### Populair-wetenschappelijke  boeken
- Jesus, zoon van Sirach. Een inleiding tot het geschrift Jesus Sirach met commentaar bij de lezingen volgens het Romeins lectionarium in de driejarige zondags-cyclus (Cahiers voor Levensverdieping 41), Averbode: Altiora 1982.
- Wijsheid van Salomo, belichting van het Bijbelboek. KBS Boxtel, 1987
- De Wijsheid van Jezus Sirach. Een vergeten joods geschrift, Budel: Damon 2006.

### Wetenschappelijke bijdragen (2012)
- 'Where is Wisdom to be found? A Plea in Favor of Semitic Influences in the Letter of Mara bar Serapion', in:A.B. Merz & T. Tieleman (Eds.), The Letter of Mara bar Sarapion in Context, Leiden, pp. 155-165.
- ‘What about Apocalypticism in the Book of Ben Sira?’, in: Martti Nissinen (ed.), Congress Volume Helsinki 2010 (Supplements to Vetus Testamentum, vol. 148), Leiden 2012, 207-227.
- 'Over de randen van de dood', in: Schrift. Tweemaandelijks tijdschrift over de Bijbel 44(1), 16-20.

- Bibliothèque nationale de France: cb131836254 (data)
- Gemeinsame Normdatei: 115210636
- International Standard Name Identifier: 0000 0000 8084 5230
- Library of Congress Control Number: n87825841
- NARCIS: PRS1239317
- Nationale Bibliotheek van Israël: 987007258303605171
- Nederlandse Thesaurus van Auteursnamen: 073046264
- LIBRIS: 318991
- Système universitaire de documentation: 111742714
- Virtual International Authority File: 5072210
- WorldCat: E39PBJvMBvtR9YfFKkGCHHMHG3